# L'Ibis rouge
Pour les articles homonymes, voir Ibis rouge (homonymie).
Pour plus de détails, voir Fiche technique et Distribution.
L'Ibis rouge est un film français réalisé par Jean-Pierre Mocky et sorti en 1975. Le scénario s'inspire d'un roman de l'écrivain américain Fredric Brown Knock Three One Two (« Ça ne se refuse pas »).
Ce fut le dernier rôle de Michel Simon.

## Synopsis
Un étrangleur maniaque, Jérémie, tue des jeunes femmes pendant que Raymond tente de persuader sa femme, Évelyne, de l'aider à rembourser une forte dette de jeu en vendant ses bijoux. Michel Simon, qui joue un marchand de journaux, est pris à son propre jeu de vendre une maison à Margos qui espère bien le payer avec l'argent de Raymond.
Lorsqu'il commet ses crimes, Jérémie porte une écharpe rouge brodée d'un ibis, d'où le titre.

## Fiche technique
- Titre : L'Ibis rouge
- Réalisation : Jean-Pierre Mocky, assisté de Luc Andrieux
- Production : Jean-Pierre Mocky, Jean-Claude Roblin
- Sociétés de production : Les Films de l'Epée et M. Films
- Scénario : adapté d'une nouvelle de Fredric Brown par Jean-Pierre Mocky et André Ruellan
- Son : Séverin Frankiel
- Image : Marcel Weiss
- Musique : Eric Demarsan
- Pays d’origine : France
- Langue : français
- Format : couleur
- Genre : comédie
- Durée : 90 minutes
- Date de sortie : France : 21 mai 1975

## Distribution
- Michel Serrault : Jérémie
- Michel Simon : Zizi, le marchand de journaux
- Jean Le Poulain : Margos, le restaurateur
- Jean-Claude Rémoleux : Emile, le cuisinier de Margos
- Michel Galabru : Raymond Villiers, représentant en vins
- Evelyne Buyle : Evelyne Villiers, serveuse chez Margos
- Rosine Lan : la serveuse
- Michel Francini : Ratin, le mutilé
- Dominique Zardi : Saddo, l'homme de main de Ratin
- François Bouchex : Attalone
- Karen Nielsen : Sophie, la blonde amie d'Evelyne
- Jacques Fortunas : le commissaire Boucher
- Georges Lucas : le brigadier
- Pierre Raffo : un brigadier
- Antoine Mayor : le chauffeur de taxi
- Roger-Jacques Mayar : le colonel
- Barbara Val : la colonelle
- Maurice Vallier : Hervé, un des invités de Jérémie
- Rosine Young : Elisabeth Lolo
- Jean Abeillé : un locataire dans l'escalier
- Gaby Agoston : le chauffeur des touristes grecs
- Jean Cherlian : l'interprète grec
- Jean-François Dupas : un promeneur au bord du canal
- Gérard Hoffmann : l'artiste du cabaret de strip-tease
- Maurice Jany : un joueur de poker
- François Guillaume : Zarapian
- Caroline Silhol : la domestique
- Philibert Suédois : Zouzou, l'ami de Zizi
- Véronique Végler : la couturière
- Jean-Pierre Mocky : la voix du journaliste radio
- Louis Aimé Théo
- Aline Alba
- Louis Albanèse
- Chantal Banlier, la blonde draguée par les invités de Jérémie
- Monita Derrieux
- Maurice Illouz
- Annie Jeanneret
- Daniel Pax